# رشته فرنگی
رشته سوپ که برخی آن را به نامهایی مثل رشته سوپی،  ورمیشل و رشته فرنگی هم میخوانند، به خمیری که از ترکیب آرد از قبیل آرد گندم، آرد گندم سیاه (چاودار)، آرد برنج یا دیگر انواع آردهای نشاسته دار با آب و نمک به وجود آمده و سپس به شکل رشته‌های نازک و دراز شکل داده شده‌است، گفته می‌شود.

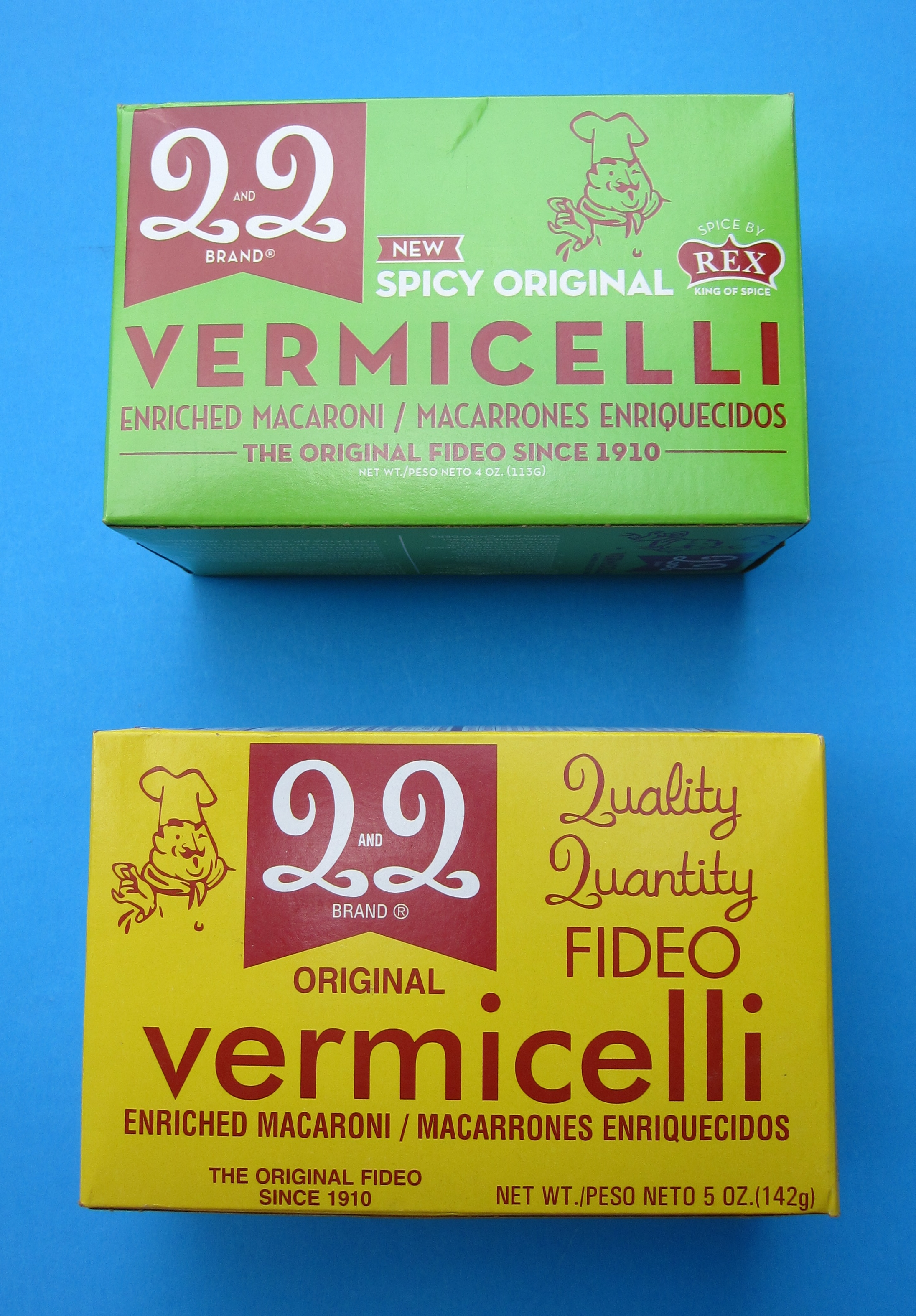
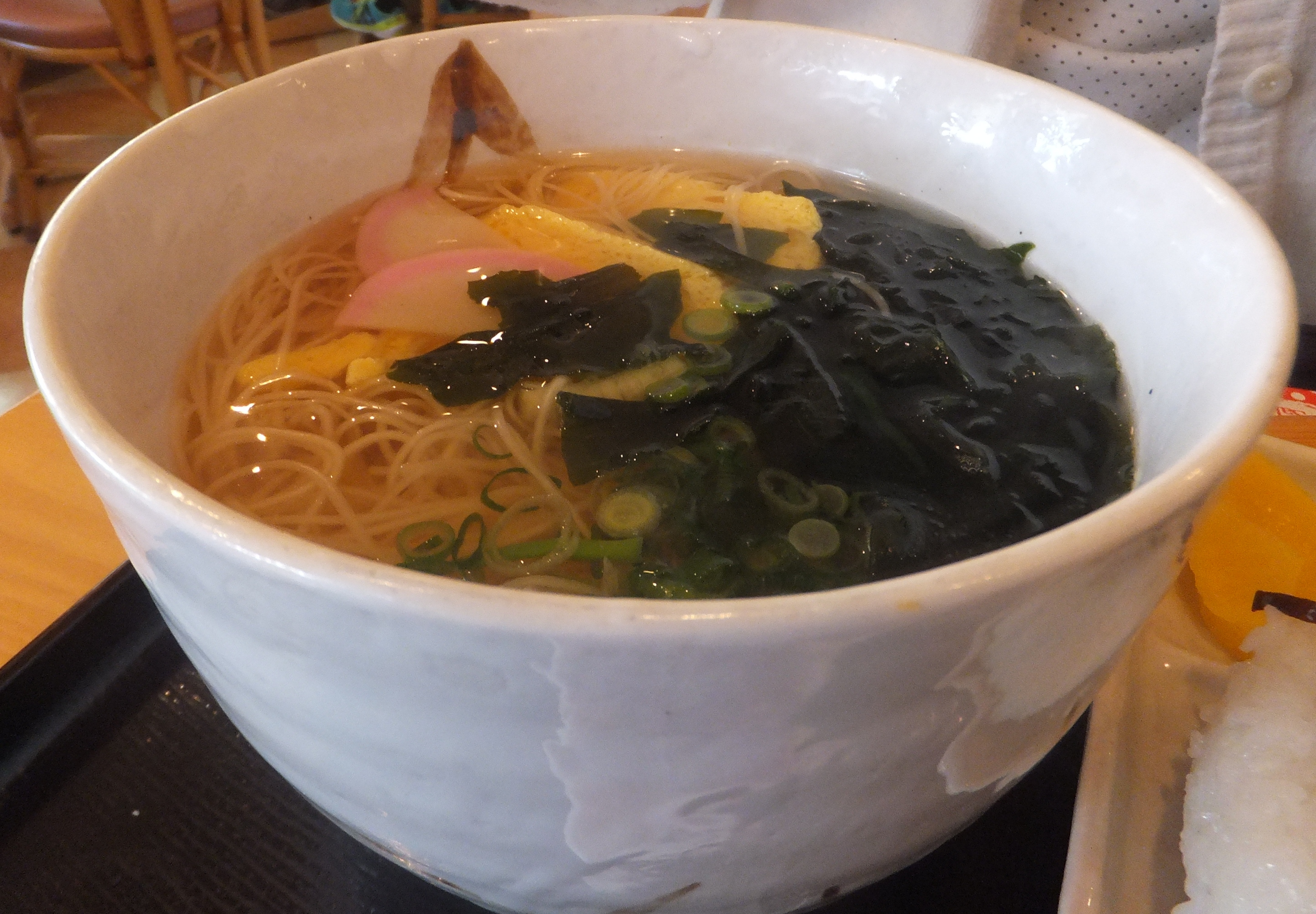